# Глаголєв Олександр Олександрович
Глаголєв Олександр Олександрович (14 лютого 1872, Покровське — 25 листопада 1937) — протоієрей, священник Російської православної церкви, богослов.

## Походження і освіта
Народився 14 лютого 1872 року в селі Покровське Тульської губернії в родині священника. В 1894 році закінчив Тульську духовну семінарію, в 1898 році — Київську духовну академію із ступенем кандидата богослов'я. В 1898—1899 роках — професорський стипендіат Київської духовної академії. Магістр богослов'я (1900 р.; тема дисертації: «Ветхозавітне вчення про янголів»). У відгуку професора А. А. Олесницького зазначалося, що магістерська дисертація Глаголєва
являє собою працю, що відрізняється багатством змісту, ретельністю та глибиною дослідження усіх пунктів ветхозавітної ангелології, ґрунтовним знайомством з бібліологічною літературою…і може вважатися дійсним внеском до нашої богословської літератури, яка досі не мала жодного серйозного дослідження з ангелології.
З словами протоієрея Олександра Меня:
Глаголєв у своїй дисертації дав нарис історії ангелології, а також проаналізував усі найменування янголів у Писанні у зв'язку із походженням термінів «сини Божі», «серафіми», «херувіми» тощо. У роботі Глаголєва міститься також історія біблейської демонології. Автор не міг скористатися даними з історії релігій Давнього Сходу, які має сучасна наука, але висловив низку цінних міркувань, іноді вгадуючи наперед висновки сучасної біблеїстики. Розкриття теми у Глаголєва невіддільне від критики суперечливих гіпотез, які висловлювалися західними вченими.

## Вчений та викладач
З 1899 р. виконував обов'язки доцента Київської духовної академії на кафедрі давньоєврейської мови та біблійної археології. З 1900 р. — доцент Київської духовної академії. З 1906 р. — екстраординарний професор Київської духовної академії (з 1910 р. — по 2-й кафедрі Священного Писання Старого Заповіту). Користувався авторитетом серед колег, які вибрали його у вересні 1907 р. ректором академії на перших виборах ректора (раніше ректори призначалися, але у 1906 р. ради академій отримали право на вибори ректора). Однак Святійший Синод не затвердив це рішення ради академії, стверджуючи, що очолювати академію повинен представник чернечого духівництва.
Олександр Глаголєв знав 18 давніх і нових мов (наприкінці життя, вже старою людиною вивчав італійську мову). Входив до складу Комісії з наукового видання слов'янської Біблії, брав участь у виданні Православної богословської енциклопедії, публікував статті в церковних журналах. Один з авторів коментарів до «Тлумачної Біблії», що виходила під редакцією А. П. Лопухіна та його наступників — для цього видання написав коментарі на 3-тю та 4-ту Книги Царств, Книги Товита, Притчей, Пісні Пісень, пророків Наума, Аввакума, Софонії, Аггея та на Соборні послання.

## Олександр Глаголєв та єврейське питання
У 1905 р. о. Олександр Глаголєв протидіяв єврейському погрому в Києві. Редактор видання «рос. Русский Глобус» (Чикаго) Генадій Меш так писав у 2002 р. про цю діяльність о. Олександра:
Жорстокої осені 1905 р. свербіж погромів та вбивств знову виплеснув людей на вулиці. В розлючену людську масу у повному вбранні, з хрестом та хоругвами в руках, вдирається невеликий хрестовий хід. Очолюють його настоятелі православних храмів Олександр Глаголєв та Михайло Єдлинський. Через Контрактову площу та Гостиний двір хресний хід направляється до єврейських крамничок. Вони вмовляють натовп не займатися цією злою, нехристиянською справою. Хтось пізнає своїх наставників, знімає шапки. Натовп вагається, рідшає, поступово розходиться. І так було не раз
У 1909 р. о. Олександр опублікував працю «Старий Заповіт і його неминуще значення у християнській церкві», в якій гостро критикував намагання антисемітські налаштованих авторів дискредитувати Старий Заповіт. Його було залучено попереднім слідством по «справі Бейліса» експертом з питання про вживання юдеями людської крові. У своїй експертизі він заявив, що закон Мойсея із Старого Заповіту забороняє пролиття людської крові та вживання її у їжу. Талмуд та інші документи юдейських рабинів цей закон не скасовують і не пом'якшують. Таким чином, експертиза о. Олександра була аргументом на користь противників версії про ритуальне вбивство.

## Пастирська діяльність
У 1903 р. Олександр Глаголєв був висвячений в чин ієрея, а у 1914 р. — в чин протоієрея. Служив у храмі св. Миколая Чудотворця на Подолі (Миколи Доброго). Священик Сергій Сидоров так згадував про свою першу зустріч з о. Олександром у храмі Миколи Доброго під час громадянської війни:
До храму зайшов невеликого зросту священик, з довгими пасмами волосся, злегка згорблений. Його обличчя було осяяне особливим світлом. Він мовби поринув у радість молитви і миру. Я не відразу роздивився риси його обличчя, але ця радість тихого миру ураз привернула мене до нього. Священик підходив до образів святих і благав їх в молитві. Він, вклоняючись образам, немов брав у них благословення. Я ніколи і ні в кого не бачив такого яскравого сприймання іншого світу, як у нього. Мені стало зрозуміло, що в храмі все живе, і образи поглянули на мене живими очима.
Після приходу до влади більшовиків о. Олександр продовжував служити в храмі Миколи Доброго. Після його закриття у 1934 р. служив в храмі Миколи Набережного. У першій половині 1920-х рр. продовжував неофіційно читати лекції студентам академії, після арешту в 1923 р. ректора академії єпископа Василя (Богдашевського) фактично виконував його обов'язки. Після остаточного припинення занять в академії у 1924 р. викладав на богословсько-пастирських курсах.
На початку 1930-х рр. був виселений з дому, оселився в маленькій кімнатці на площадці дерев'яних сходів, що вели до церковної дзвіниці. У 1931 р. був заарештований зі звинуваченням у приналежності до «Істинно-православної церкви», протягом півроку перебував в ув'язненні у Лук'янівській тюрмі. Онучка о. Олександра, Магдалина Олексіївна Глаголєва-Пальян згадувала, що
до дідуся у церкву сходилося багато людей із різних районів міста, а також приїжджих з інших місць. Своїм розумом, чистотою серця, любов'ю до всіх, дідусь привертав самих різних людей. Багато хто потім йшов до нього додому, незважаючи на тісноту приміщення та незручний підхід до оселі. В основному, приходили за утішанням, за духовною та матеріальною допомогою. Старожили Києва, парафіяни храму св. Миколи Доброго, Зинаїда Дмитрівна Янковська, Федорова Євгенія Климентіївна та інші згадували, як він втішав стражденних, молився за хворих, підтримував тих, що занепали духом

## О. Олександр таМихайло Булгаков
О. Олександр Глаголєв був добрим знайомим родини Булгакових. Батько письменника, професор Київської духовної академії Опанас Іванович Булгаков був старшим колегою отця Олександра по цьому навчальному закладу та парафіянином храму Миколи Доброго. О. Олександр у 1913 р. вінчав Михайла Булгакова та його першу дружину Тетяну Миколаївну Лаппа.
Священик Олекандр Глаголєв став прототипом о. Олександра з роману «Біла гвардія». Це єдиний персонаж роману, виведений під власним ім'ям, причому саме як священик храму Миколи Доброго. Саме до Олександра за втішенням на початку роману приходить Олексій Турбін у важкий для нього час, після похорону матері. Священик починає розмову з Олексієм:
Не можна допускати зневіри, — соромливо, але якось вкрай переконливо промовив він. — Великий гріх — зневіра… Хоча здається мені, що будуть ще випробовування. Еге ж, еге ж, великі випробовування, — він казав все впевненіше.
Наприкінці роману до Олексія Турбіна приходить хворий поет, колишній богоборець, якого до нього, як до лікаря, направив о. Олександр.

## Останній арешт і загибель

Могила Олександра Глаголєва

Олександр Глаголєв був арештований 20 вересня 1937 року, звинувачений у членстві в «фашистській організації церковників». Був знову ув'язнений в Лук'янівській тюрмі. За свідоцтвом іншого в'язня, священика Кондрата Кравченко, о. Олександра допитували 18 разів, причому під час нічних допитів його примушували годинами стояти з закинутою головою. 25 листопада 1937 року він помер у тюрмі, за офіційною версією, «від уремії та серцевої недостатності».
Похований у спільній могилі на Лук'янівському цвинтарі (ділянка № 45-II), на якій, через багато років, родичі встановили йому пам'ятник — хрест з аналоєм та євангельським текстом «рос. Блаженны изгнании правды ради».

## Родина
- Дружина — Зинаїда Петровна, уроджена Слесаревська, донька завідувача бібліотеки Київської духовної академії. Померла 9 грудня 1936 р.
- Діти —  Олексій (1901–1972); священик, брав участь у порятунку євреїв у Києві під час Німецько-радянської війни), Сергій, Варвара.

## Пам'ять
30 січня 2002 року до сторіччя протоієрея Олексія Глаголєва на стіні Києво-Могилянської академії (вул. Волоська, буд. 8/5, корп. 5) встановлено меморіальну дошку, присвячену священикам Олександру та Олексію Глаголєвим.
2022 року на честь Олександра та його сина Олексія назвали вулицю в Києві.

## Канонізація
3 квітня 2019 року Священним Синодом Української Православної Церкви прославлений як місцевошанований святий Київської єпархії у лику священномучеників. Цим же рішенням внесений до Собору святих Київської духовної академії.

## Праці
- (рос.)Основные черты ветхозаветного библейского учения об ангелах. (Речь пред защитою диссертации на степень магистра богословия: «Ветхозаветное библейское учение об ангелах. Опыт библейско-богословского изследования») [Архівовано 5 травня 2016 у Wayback Machine.] («Труды Киевской духовной академии». Київ, 1900. Том 3).
- (рос.)Ветхозаветное библейское учение об Ангелах: (Опыт библейско-богословского исследования) (Київ, 1900).
- (рос.)Древнееврейская благотворительность. (Київ, 1903).
- (рос.)Ветхий Завет и его непреходящее значение в христианской Церкви. (Київ, 1909).
- (рос.)Левиты и Левиино колено: Реферат, предложенный в заседании церковно-исторического и археологического общества при Киевской Духовной Академии 27 октября 1910 г. (Київ, 1912).
- (рос.)3акон ужичества или левиратный брак у древних евреев. (Библейско-археологический очерк) [Архівовано 19 лютого 2009 у Wayback Machine.] (Київ, 1914).
- (рос.)Купина неопалимая. (Очерк библейско-экзегетический и церковно-археологический) [Архівовано 12 січня 2011 у Wayback Machine.] (Київ, 1914).
- (рос.)Книга Левит: (Библиологический очерк). (Київ, 1915).
- (рос.)Купина Неопалимая. Сборник. (Київ, 2002).

Проповіді
- (рос.)«Слово в Великий пяток на вечернем богослужении, пред плащаницей. О жизненном единении христианина со Христом Спасителем» («Труды Киевской духовной академии». Київ, 1905. Том 2).
- (рос.)«Слово в день рождения Благочестивейшего Государя Императора Николая Александровича, Самодержца Всероссийскаго», 6 травня 1915 року («Труды Киевской духовной академии». Київ, 1915. Том 3).
- (рос.)«Слово в день памяти св. Равноапостольной Марии Магдалины и тезоименитства Государыни Императрицы Марии Феодоровны. О христианском призвании и служении женщины», 22 липня 1907 року («Труды Киевской духовной академии». Київ, 1907. Том 2).
- (рос.)«О любви к Богу: Из Творений святителя Иоанна Златоуста», 26 січня 1927 р. М., 1996.